# Jonathan Midol
Jonathan Midol, född den 13 januari 1988, är en fransk freestyleåkare.
Han tog OS-brons i herrarnas skicross i samband med de olympiska freestyletävlingarna 2014 i Sotji.